# Campeonato Mundial de Luge de 1979
O Campeonato Mundial de Luge de 1979 foi a 19ª edição da competição e foi disputada entre os dias 27 e 28 de janeiro em Königssee, Alemanha.

## Medalhistas
| Evento                        | Ouro                                                   | Prata                                        | Bronze                                               |
| Individual masculino detalhes | DDR Dettlef Günther                                    | ITA Karl Brunner                             | ITA Paul Hildgartner                                 |
| Individual feminino detalhes  | DDR Melitta Sollmann                                   | FRG Elisabeth Demleitner                     | ITA Marie-Luise Rainer                               |
| Duplas detalhes               | FRG Alemanha Ocidental Hans Brandner Balthasar Schwarm | DDR Alemanha Oriental Hans Rinn Norbert Hahn | FRG Alemanha Ocidental Anton Winkler Anton Wembacher |

## Quadro de medalhas
| Ordem | País               |   |   |   |   |
| 1     | Alemanha Oriental  | 2 | 1 |   | 3 |
| 2     | Alemanha Ocidental | 1 | 1 | 1 | 3 |
| 3     | Itália             |   | 1 | 2 | 3 |